# Carolyn Shoemaker
Carolyn Jean Spellmann Shoemaker (Gallup, Nuevo México, 24 de junio de 1929- 13 de agosto de 2021) fue una astrónoma estadounidense, codescubridora del cometa Shoemaker-Levy 9. Una vez tuvo el récord de la mayoría de los cometas descubiertos por un individuo.
Aunque Carolyn había obtenido títulos en historia, ciencias políticas y literatura inglesa, casi no le interesaba la ciencia hasta que conoció y se casó con Eugene M. ("Gene") Shoemaker en 1950-51). Ella dijo más tarde que sus explicaciones de su trabajo la emocionaron. A pesar de su relativa falta de experiencia y su falta de un título científico relevante, Caltech no tuvo ninguna objeción en unirse al equipo de Gene en el Instituto de Tecnología de California como asistente de investigación. Carolyn ya había demostrado ser inusualmente paciente, y ya había demostrado una excepcional visión estereoscópica, ambas cualidades eran extremadamente valiosas en una carrera en busca de objetos en el espacio cercano a la Tierra.

## Primeros años
Carolyn Lash Spellmann nació en Gallup, Nuevo México, Estados Unidos, a Leonard y Hazel Arthur Spellmann. Su familia se mudó a Chico, California, donde ella y su hermano Richard crecieron. Carolyn Spellmann obtuvo su licenciatura y maestría en historia, ciencias políticas y literatura en inglés de la Universidad Estatal de Chico. Richard fue al Instituto de Tecnología de California (Caltech), donde obtuvo una licenciatura en ingeniería química. El compañero de habitación de Richard en Caltech era un joven estudiante graduado llamado Gene Shoemaker. Carolyn no conoció a Gene hasta el verano de 1950, cuando asistió a la boda de su hermano. Gene se había mudado a Nueva Jersey en 1950 para comenzar a trabajar para obtener un doctorado en la Universidad de Princeton, pero regresó a California para servir como el mejor hombre de Richard. Luego regresó a sus estudios en Princeton. Siguieron esto con un viaje de campamento de dos semanas en la meseta de Tennesee. El 18 de agosto de 1951, Carolyn y Gene se casaron. Gene Shoemaker fue un científico planetario. Ella dio a luz a tres hijos: Christy, Linda y Patrick (Pat) Shoemaker. La familia vivía en Grand Junction, Colorado, Menlo Park, California y Pasadena, California, antes de establecerse finalmente en Flagstaff, Arizona, donde trabajó en colaboración con su esposo en el Observatorio Lowell.

## Carreras profesionales

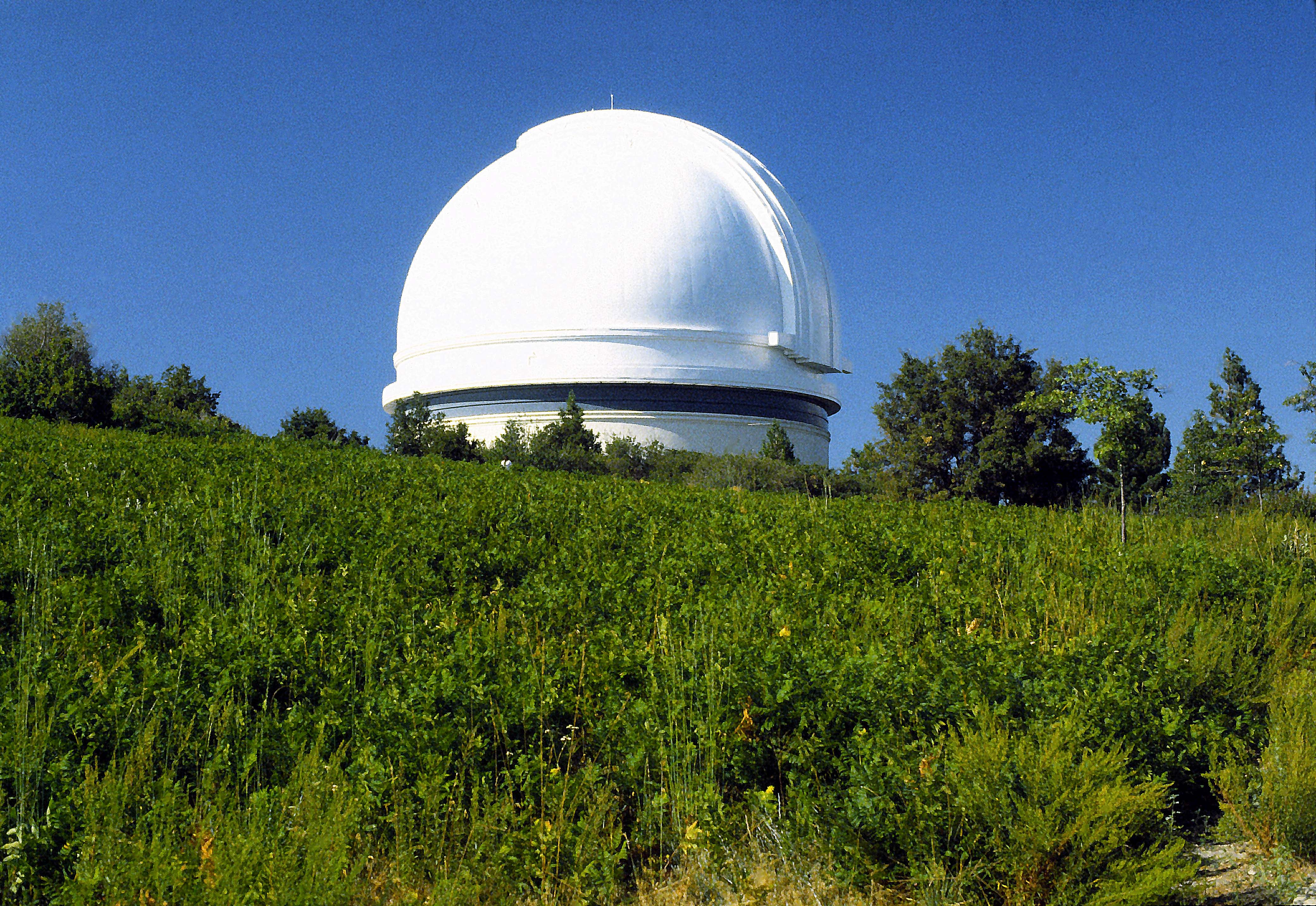
Observatorio Palomar cerca de San Diego, California, donde Carolyn y Gene Shoemaker registraron muchos de sus descubrimientos astronómicos.

El primer trabajo que tuvo Carolyn tras casarse con Gene, fue enseñar séptimo grado. Sintiéndose insatisfecha con la profesión docente, renunció para formar una familia. Mary Chapman, autora de la biografía de Carolyn para el Centro de Astrogeología de USGS, escribió que "Carolyn es una mujer cálida, atenta y extremadamente paciente, pero sus habilidades eran más adecuadas para un entorno no docente.
A la edad de 51 años, después de que sus hijos crecieron y se independizaron, comenzó a buscar trabajo que combatiera su "síndrome del nido vacío". En su juventud, nunca estuvo interesada en temas científicos. Inició un curso de geología, pero lo encontraba extremadamente aburrido. Conocer a Gene cambió todo eso. Según informes, dijo que "escuchar a Gene explicando que la geología hizo que lo que ella pensaba que era un tema aburrido fuera una búsqueda emocionante e interesante de conocimiento".

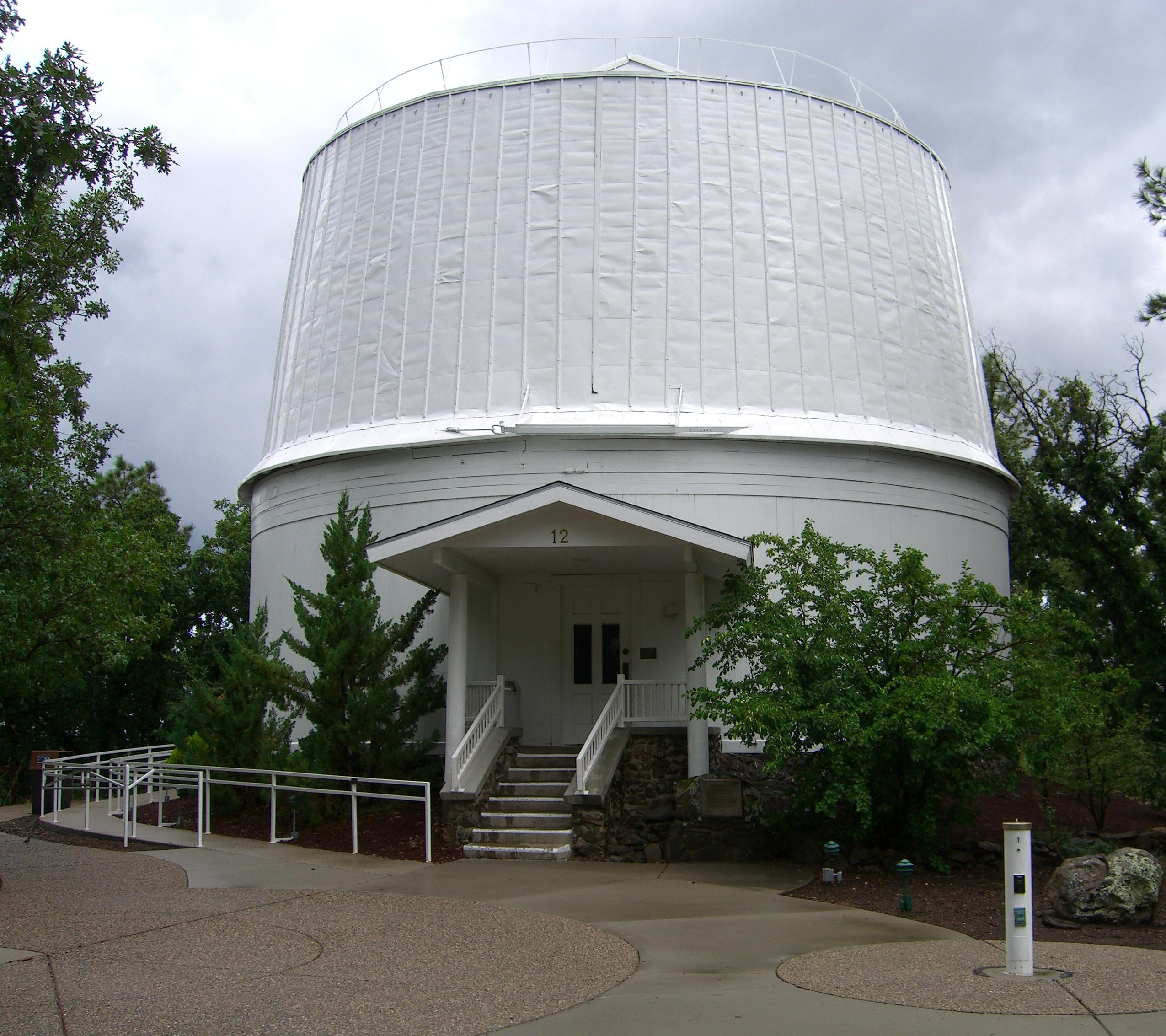
Clark Dome en el Observatorio de la Universidad de Lowell

Una estudiante en el Observatorio Lowell comenzó a enseñar astronomía. Luego comenzó a trabajar como asistente de campo para su esposo, trabajando en su programa de búsqueda, mapeando y analizando cráteres de impacto. Carolyn Shoemaker comenzó su carrera astronómica en 1980, a los 51 años, en busca de asteroides y cometas que cruzan la Tierra en el Instituto de Tecnología de California, Pasadena, California, y en el Observatorio Palomar, San Diego, California. Ese año, Shoemaker fue contratado en el Servicio Geológico de Estados Unidos como científico visitante en la rama de astronomía, y luego en 1989 comenzó a trabajar como profesor de investigación de astronomía en la Universidad del Norte de Arizona. Concentró su trabajo en la búsqueda de cometas y asteroides que cruzan el planeta. En equipo con el astrónomo David H. Levy, los Shoemaker identificaron a Shoemaker-Levy 9, un cometa fragmentado que Órbita alrededor del planeta Júpiter el 24 de marzo de 1993. Después de la muerte de Gene en 1997, Shoemaker continuó trabajando en el Observatorio Lowell con Levy, y continúa trabajando allí hoy.
En la década de 1980 y 1990, utilizó una película realizada en el telescopio de campo amplio en el Observatorio Palomar, combinado con un estereoscopio, para encontrar objetos que se movían contra el fondo de estrellas fijas.
A partir de 2002, le fue reconocido el descubrimiento en solitario o conjunto de 32 cometas y más de 800 asteroides.

## Premios y honores
Recibió un doctorado honorario de la Northern Arizona University, Flagstaff, Arizona, y la Medalla de Logros Científicos Excepcionales de la Administración Nacional de la Aeronáutica y del Espacio de los Estados Unidos en 1996. Ella y su esposo recibieron la Medalla James Craig Watson de la Academia Nacional de Ciencias de los Estados Unidos en 1998. Shoemaker también recibió la Medalla Rittenhouse de la Sociedad Astronómica Rittenhouse en 1988 y el Premio al Científico del Año en 1995. El asteroide Hildian 4446 Carolyn, descubierto por la universidad Edward Bowell en el Observatorio Lowell en 1985, fue nombrado en su honor.

## Lista de planetas menores descubiertos
Carolyn Shoemaker está acreditada por el Minor Planet Center con el descubrimiento de 377 planetas menores numerados realizados entre 1980 y 1994.
| Asteroides descubiertos por Carolyn Shoemaker | Asteroides descubiertos por Carolyn Shoemaker |
| --------------------------------------------- | --------------------------------------------- |
| (2459) Spellmann                              | 11 de junio de 1980                           |
| (2511) Patterson                              | 11 de junio de 1980                           |
| (2532) Sutton                                 | 9 de octubre de 1980                          |
| (2586) Matson                                 | 11 de junio de 1980                           |
| (2614) Torrence                               | 11 de junio de 1980                           |
| (2686) Linda Susan                            | 5 de mayo de 1981                             |
| (2705) Wu                                     | 9 de octubre de 1980                          |
| (2742) Gibson                                 | 6 de mayo de 1981                             |
| (2748) Patrick Gene                           | 5 de mayo de 1981                             |
| (2773) Brooks                                 | 6 de mayo de 1981                             |
| (2834) Christy Carol                          | 9 de octubre de 1980                          |
| (2891) McGetchin                              | 18 de junio de 1980                           |
| (2906) Caltech                                | 13 de enero de 1983                           |
| (2918) Salazar                                | 9 de octubre de 1980                          |
| (2932) Kempchinsky                            | 9 de octubre de 1980                          |
| (2982) Muriel                                 | 6 de mayo de 1981                             |
| (3025) Higson                                 | 20 de agosto de 1982                          |
| (3107) Weaver                                 | 5 de mayo de 1981                             |
| (3161) Beadell                                | 9 de octubre de 1980                          |
| (3194) Dorsey                                 | 27 de mayo de 1982                            |
| (3199) Nefertiti                              | 13 de septiembre de 1982                      |
| (3225) Hoag                                   | 20 de agosto de 1982                          |
| (3270) Dudley                                 | 18 de febrero de 1982                         |
| (3285) Ruth Wolfe                             | 5 de noviembre de 1983                        |
| (3299) Hall                                   | 10 de octubre de 1980                         |
| (3317) Paris                                  | 26 de mayo de 1984                            |
| (3333) Schaber                                | 9 de octubre de 1980                          |
| (3375) Amy                                    | 5 de mayo de 1981                             |
| (3430) Bradfield                              | 9 de octubre de 1980                          |
| (3553) Mera                                   | 14 de mayo de 1985                            |
| (3554) Amun                                   | 4 de marzo de 1986                            |
| (3581) Álvarez                                | 23 de abril de 1985                           |
| (3640) Gostin                                 | 11 de octubre de 1985                         |
| (3671) Dionysus                               | 27 de mayo de 1984                            |
| (3689) Yeates                                 | 5 de mayo de 1981                             |
| (3700) Geowilliams                            | 23 de octubre de 1984                         |
| (3709) Polypoites                             | 14 de octubre de 1985                         |
| (3777) McCauley                               | 5 de mayo de 1981                             |
| (3779) Kieffer                                | 13 de mayo de 1985                            |
| (3792) Preston                                | 22 de marzo de 1985                           |
| (3793) Leonteus                               | 11 de octubre de 1985                         |
| (3794) Sthenelos                              | 12 de octubre de 1985                         |
| (3837) Carr                                   | 6 de mayo de 1981                             |
| (3840) Mimistrobell                           | 9 de octubre de 1980                          |
| (3846) Hazel                                  | 9 de octubre de 1980                          |
| (3854) George                                 | 13 de marzo de 1983                           |
| (3873) Roddy                                  | 21 de noviembre de 1984                       |
| (3880) Kaiserman                              | 21 de noviembre de 1984                       |
| (3888) Hoyt                                   | 28 de marzo de 1984                           |
| (3895) Earhart                                | 23 de febrero de 1987                         |
| (3906) Chao                                   | 31 de mayo de 1987                            |
| (3927) Feliciaplatt                           | 5 de mayo de 1981                             |
| (3932) Edshay                                 | 27 de septiembre de 1984                      |
| (3972) Richard                                | 6 de mayo de 1981                             |
| (3977) Maxine                                 | 14 de junio de 1983                           |
| (3985) Raybatson                              | 12 de febrero de 1985                         |
| (4029) Bridges                                | 24 de mayo de 1982                            |
| 4031 Mueller                                  | 12 de febrero de 1985                         |
| 4082 Swann                                    | 27 de septiembre de 1984                      |
| 4083 Jody                                     | 12 de febrero de 1985                         |
| 4085 Weir                                     | 13 de mayo de 1985                            |
| 4151 Alanhale                                 | 24 de abril de 1985                           |
| 4153 Roburnham                                | 14 de mayo de 1985                            |
| 4171 Carrasco                                 | 23 de marzo de 1982                           |
| 4173 Thicksten                                | 27 de mayo de 1982                            |
| 4203 Brucato                                  | 26 de marzo de 1985                           |
| 4204 Barsig                                   | 11 de mayo de 1985                            |
| 4217 Engelhardt                               | 24 de enero de 1988                           |
| 4251 Kavasch                                  | 11 de mayo de 1985                            |
| 4253 Märker                                   | 11 de octubre de 1985                         |
| 4283 Stöffler                                 | 23 de enero de 1988                           |
| 4327 Ries                                     | 24 de mayo de 1982                            |
| 4332 Milton                                   | 5 de septiembre de 1983                       |
| 4340 Dence                                    | 4 de mayo de 1986                             |
| 4341 Poseidon                                 | 29 de mayo de 1987                            |
| 4348 Poulydamas                               | 11 de septiembre de 1988                      |
| 4368 Pillmore                                 | 5 de mayo de 1981                             |
| 4379 Snelling                                 | 13 de agosto de 1988                          |
| 4401 Aditi                                    | 14 de octubre de 1985                         |
| 4435 Holt                                     | 13 de enero de 1983                           |
| 4448 Phildavis                                | 5 de marzo de 1986                            |
| 4450 Pan                                      | 25 de septiembre de 1987                      |
| 4451 Grieve                                   | 9 de mayo de 1988                             |
| 4487 Pocahontas                               | 17 de octubre de 1987                         |
| 4503 Cleobulus                                | 28 de noviembre de 1989                       |
| 4531 Asaro                                    | 20 de marzo de 1985                           |
| 4533 Orth                                     | 7 de marzo de 1986                            |
| 4543 Phoinix                                  | 2 de febrero de 1989                          |
| 4569 Baerbel                                  | 15 de abril de 1985                           |
| 4582 Hank                                     | 31 de marzo de 1989                           |
| 4624 Stefani                                  | 23 de marzo de 1982                           |
| 4666 Dietz                                    | 4 de mayo de 1986                             |
| 4673 Bortle                                   | 8 de junio de 1988                            |
| 4707 Khryses                                  | 13 de agosto de 1988                          |
| 4708 Polydoros                                | 11 de septiembre de 1988                      |
| 4709 Ennomos                                  | 12 de octubre de 1988                         |
| 4736 Johnwood                                 | 13 de enero de 1983                           |
| 4765 Wasserburg                               | 5 de mayo de 1986                             |
| 4783 Wasson                                   | 12 de enero de 1983                           |
| 4791 Iphidamas                                | 14 de agosto de 1988                          |
| 4792 Lykaon                                   | 10 de septiembre de 1988                      |
| 4805 Asteropaios                              | 13 de noviembre de 1990                       |
| 4820 Fay                                      | 15 de septiembre de 1985                      |
| 4826 Wilhelms                                 | 11 de mayo de 1988                            |
| 4827 Dares                                    | 17 de agosto de 1988                          |
| 4828 Misenus                                  | 11 de septiembre de 1988                      |
| 4829 Sergestus                                | 10 de septiembre de 1988                      |
| 4832 Palinurus                                | 12 de octubre de 1988                         |
| 4833 Meges                                    | 8 de enero de 1989                            |
| 4834 Thoas                                    | 11 de enero de 1989                           |
| 4836 Medon                                    | 2 de febrero de 1989                          |
| 4856 Seaborg                                  | 11 de junio de 1983                           |
| 4857 Altgamia                                 | 29 de marzo de 1984                           |
| 4867 Polites                                  | 27 de septiembre de 1989                      |
| 4885 Grange                                   | 10 de junio de 1980                           |
| 4888 Doreen                                   | 5 de mayo de 1981                             |
| 4898 Nishiizumi                               | 19 de marzo de 1988                           |
| 4899 Candace                                  | 9 de mayo de 1988                             |
| 4902 Thessandrus                              | 9 de enero de 1989                            |
| 4946 Askalaphus                               | 21 de enero de 1988                           |
| 4947 Ninkasi                                  | 12 de octubre de 1988                         |
| 5023 Agapenor                                 | 11 de octubre de 1985                         |
| 5027 Androgeos                                | 21 de enero de 1988                           |
| 5028 Halaesus                                 | 23 de enero de 1988                           |
| 5029 Ireland                                  | 24 de enero de 1988                           |
| 5052 Nancyruth                                | 23 de octubre de 1984                         |
| 5120 Bitias                                   | 13 de octubre de 1988                         |
| 5126 Achaemenides                             | 1 de febrero de 1989                          |
| 5130 Ilioneus                                 | 30 de septiembre de 1989                      |
| 5143 Heracles                                 | 7 de noviembre de 1991                        |
| 5144 Achates                                  | 2 de diciembre de 1991                        |
| 5161 Wightman                                 | 9 de octubre de 1980                          |
| 5167 Joeharms                                 | 11 de abril de 1985                           |
| 5168 Jenner                                   | 6 de marzo de 1986                            |
| 5175 Ables                                    | 4 de noviembre de 1988                        |
| 5211 Stevenson                                | 8 de julio de 1989                            |
| 5231 Verne                                    | 9 de mayo de 1988                             |
| 5259 Epeigeus                                 | 30 de enero de 1989                           |
| 5264 Telephus                                 | 17 de mayo de 1991                            |
| 5283 Pyrrhus                                  | 31 de enero de 1989                           |
| 5284 Orsilocus                                | 1 de febrero de 1989                          |
| 5285 Krethon                                  | 9 de marzo de 1989                            |
| 5317 Verolacqua                               | 11 de febrero de 1983                         |
| 5325 Silver                                   | 12 de mayo de 1988                            |
| 5381 Sekhmet                                  | 14 de mayo de 1991                            |
| 5392 Parker                                   | 12 de enero de 1986                           |
| 5426 Sharp                                    | 16 de febrero de 1985                         |
| (5430) Luu                                    | 12 de mayo de 1988                            |
| (5436) Eumelos                                | 20 de febrero de 1990                         |
| (5457) Queen's                                | 9 de octubre de 1980                          |
| (5511) Cloanthus                              | 8 de octubre de 1988                          |
| (5547) Acadiau                                | 11 de junio de 1980                           |
| (5551) Glikson                                | 24 de enero de 1982                           |
| (5579) Uhlherr                                | 11 de mayo de 1988                            |
| (5632) Ingelehmann                            | 15 de abril de 1993                           |
| (5637) Gyas                                   | 10 de septiembre de 1988                      |
| (5638) Deikoon                                | 10 de octubre de 1988                         |
| (5652) Amphimachus                            | 24 de abril de 1992                           |
| (5670) Rosstaylor                             | 7 de noviembre de 1985                        |
| (5720) Halweaver                              | 29 de marzo de 1984                           |
| (5725) Nördlingen                             | 23 de enero de 1988                           |
| (5726) Rubin                                  | 24 de enero de 1988                           |
| (5731) Zeus                                   | 4 de noviembre de 1988                        |
| (5765) Izett                                  | 4 de abril de 1986                            |
| (5799) Brewington                             | 9 de octubre de 1980                          |
| (5852) Nanette                                | 19 de abril de 1991                           |
| (5863) Tara                                   | 7 de septiembre de 1983                       |
| (5869) Tanith                                 | 4 de noviembre de 1988                        |
| (5899) Jedicke                                | 9 de enero de 1986                            |
| (5947) Bonnie                                 | 21 de marzo de 1985                           |
| (5953) Shelton                                | 25 de abril de 1987                           |
| (5957) Irina                                  | 11 de mayo de 1988                            |
| (5967) Edithlevy                              | 9 de febrero de 1991                          |
| (5999) Plescia                                | 23 de abril de 1987                           |
| (6063) Jason                                  | 27 de mayo de 1984                            |
| (6078) Burt                                   | 10 de octubre de 1980                         |
| (6084) Bascom                                 | 12 de febrero de 1985                         |
| (6087) Lupo                                   | 19 de marzo de 1988                           |
| (6179) Brett                                  | 19 de marzo de 1988                           |
| (6183) Viscome                                | 26 de septiembre de 1987                      |
| (6204) MacKenzie                              | 6 de mayo de 1981                             |
| (6239) Minos                                  | 31 de agosto de 1989                          |
| (6282) Edwelda                                | 9 de octubre de 1980                          |
| (6372) Walker                                 | 13 de mayo de 1985                            |
| (6376) Schamp                                 | 29 de mayo de 1987                            |
| (6398) Timhunter                              | 10 de febrero de 1991                         |
| (6401) Roentgen                               | 15 de abril de 1991                           |
| (6436) Coco                                   | 13 de mayo de 1985                            |
| (6478) Gault                                  | 12 de mayo de 1988                            |
| (6485) Wendeesther                            | 25 de octubre de 1990                         |
| (6510) Tarry                                  | 23 de febrero de 1987                         |
| (6543) Senna                                  | 11 de octubre de 1985                         |
| (6585) O'Keefe                                | 26 de septiembre de 1984                      |
| (6635) Zuber                                  | 26 de septiembre de 1987                      |
| (6670) Wallach                                | 4 de junio de 1994                            |
| (6740) Goff                                   | 14 de abril de 1993                           |
| (6898) Saint-Marys                            | 8 de junio de 1988                            |
| (6901) Roybishop                              | 2 de agosto de 1989                           |
| (6909) Levison                                | 19 de enero de 1991                           |
| (6914) Becquerel                              | 3 de abril de 1992                            |
| (7051) Sean                                   | 13 de mayo de 1985                            |
| (7086) Bopp                                   | 5 de octubre de 1991                          |
| (7088) Ishtar                                 | 1 de enero de 1992                            |
| (7092) Cadmus                                 | 4 de junio de 1992                            |
| (7112) Ghislaine                              | 3 de abril de 1986                            |
| (7119) Hiera                                  | 11 de enero de 1989                           |
| (7167) Laupheim                               | 12 de octubre de 1985                         |
| (7173) Sepkoski                               | 15 de agosto de 1988                          |
| (7344) Summerfield                            | 4 de junio de 1992                            |
| (7480) Norwan                                 | 1 de agosto de 1994                           |
| (7549) Woodard                                | 9 de octubre de 1980                          |
| (7560) Spudis                                 | 10 de enero de 1986                           |
| (7749) Jackschmitt                            | 12 de mayo de 1988                            |
| (7750) McEwen                                 | 18 de agosto de 1988                          |
| (7756) Scientia                               | 27 de marzo de 1990                           |
| (7778) Markrobinson                           | 17 de abril de 1993                           |
| (7958) Leakey                                 | 5 de junio de 1994                            |
| (8021) Walter                                 | 22 de octubre de 1990                         |
| (8034) Akka                                   | 3 de junio de 1992                            |
| (8149) Ruff                                   | 11 de mayo de 1985                            |
| (8326) Paulkling                              | 6 de mayo de 1981                             |
| (8327) Weihenmayer                            | 6 de mayo de 1981                             |
| (8331) Dawkins                                | 27 de mayo de 1982                            |
| (8347) Lallaward                              | 21 de abril de 1987                           |
| (8356) Wadhwa                                 | 3 de septiembre de 1989                       |
| (8358) Rickblakley                            | 4 de noviembre de 1989                        |
| (8373) Stephengould                           | 1 de enero de 1992                            |
| (8709) Kadlu                                  | 14 de mayo de 1994                            |
| (8804) Eliason                                | 5 de mayo de 1981                             |
| (8817) Roytraver                              | 13 de mayo de 1985                            |
| (9016) Henrymoore                             | 10 de enero de 1986                           |
| (9022) Drake                                  | 14 de agosto de 1988                          |
| (9023) Mnesthus                               | 10 de septiembre de 1988                      |
| (9070) Ensab                                  | 23 de julio de 1993                           |
| (9082) Leonardmartin                          | 4 de noviembre de 1994                        |
| (9083) Ramboehm                               | 28 de noviembre de 1994                       |
| (9165) Raup                                   | 27 de septiembre de 1987                      |
| (9172) Abhramu                                | 29 de julio de 1989                           |
| (9277) Togashi                                | 9 de octubre de 1980                          |
| (9299) Vinceteri                              | 13 de mayo de 1985                            |
| (9564) Jeffwynn                               | 26 de septiembre de 1987                      |
| (9739) Powell                                 | 26 de septiembre de 1987                      |
| (9744) Nielsen                                | 9 de mayo de 1988                             |
| (9768) Stephenmaran                           | 5 de abril de 1992                            |
| (10028) Bonus                                 | 5 de mayo de 1981                             |
| (10041) Parkinson                             | 24 de abril de 1985                           |
| (10044) Squyres                               | 15 de septiembre de 1985                      |
| (10060) Amymilne                              | 12 de abril de 1988                           |
| (10108) Tomlinson                             | 26 de abril de 1992                           |
| (10283) Cromer                                | 5 de mayo de 1981                             |
| (10295) Hippolyta                             | 12 de abril de 1988                           |
| (10332) Défi                                  | 13 de mayo de 1991                            |
| (10346) Triathlon                             | 2 de abril de 1992                            |
| (10487) Danpeterson                           | 14 de abril de 1985                           |
| (10563) Izhdubar                              | 19 de noviembre de 1993                       |
| (10683) Carter                                | 10 de junio de 1980                           |
| (10739) Lowman                                | 12 de mayo de 1988                            |
| (11006) Gilson                                | 9 de octubre de 1980                          |
| (11066) Sigurd                                | 9 de febrero de 1992                          |
| (11277) Ballard                               | 8 de octubre de 1988                          |
| (11311) Peleus                                | 10 de diciembre de 1993                       |
| (11548) Jerrylewis                            | 25 de noviembre de 1992                       |
| (11569) Virgilsmith                           | 27 de mayo de 1993                            |
| (11836) Eileen                                | 5 de febrero de 1986                          |
| (11911) Angel                                 | 4 de junio de 1992                            |
| (11941) Archinal                              | 23 de mayo de 1993                            |
| (12227) Penney                                | 11 de octubre de 1985                         |
| (12237) Coughlin                              | 23 de abril de 1987                           |
| (12242) Koon                                  | 18 de agosto de 1988                          |
| (12675) Chabot                                | 9 de octubre de 1980                          |
| (12680) Bogdanovich                           | 6 de mayo de 1981                             |
| (12714) Alkimos                               | 15 de abril de 1991                           |
| (12753) Povenmire                             | 18 de abril de 1993                           |
| (13057) Jorgensen                             | 13 de noviembre de 1990                       |
| (13062) Podarkes                              | 19 de abril de 1991                           |
| (13111) Papacosmas                            | 23 de julio de 1993                           |
| (13123) Tyson                                 | 16 de mayo de 1994                            |
| (13615) Manulis                               | 28 de noviembre de 1994                       |
| (13914) Galegant                              | 11 de junio de 1980                           |
| (13915) Yalow                                 | 27 de mayo de 1982                            |
| (13937) Roberthargraves                       | 2 de agosto de 1989                           |
| (14429) Coyne                                 | 3 de diciembre de 1991                        |
| (14827) Hypnos                                | 5 de mayo de 1986                             |
| (14835) Holdridge                             | 26 de noviembre de 1987                       |
| (15228) Ronmiller                             | 23 de febrero de 1987                         |
| (15276) Diebel                                | 14 de abril de 1991                           |
| (15294) Underwood                             | 7 de noviembre de 1991                        |
| (15304) Wikberg                               | 21 de octubre de 1992                         |
| (15318) Innsbruck                             | 24 de mayo de 1993                            |
| (15321) Donnadean                             | 13 de agosto de 1993                          |
| (15779) Scottroberts                          | 26 de julio de 1993                           |
| (16452) Goldfinger                            | 28 de septiembre de 1989                      |
| (16514) Stevelia                              | 11 de noviembre de 1990                       |
| (16641) Esteban                               | 16 de agosto de 1993                          |
| (16666) Liroma                                | 7 de diciembre de 1993                        |
| (16669) Rionuevo                              | 8 de diciembre de 1993                        |
| (17399) Andysanto                             | 6 de septiembre de 1983                       |
| (17408) McAdams                               | 19 de octubre de 1987                         |
| (17493) Wildcat                               | 31 de diciembre de 1991                       |
| (18368) Flandrau                              | 15 de abril de 1991                           |
| (18434) Mikesandras                           | 12 de marzo de 1994                           |
| (19140) Jansmit                               | 2 de septiembre de 1989                       |
| (19173) Virginiaterése                        | 15 de abril de 1991                           |
| (19243) Bunting                               | 10 de febrero de 1994                         |
| (19980) Barrysimon                            | 22 de noviembre de 1989                       |
| 20007 Marybrown                               | 7 de junio de 1991                            |
| 20037 Duke                                    | 20 de octubre de 1992                         |
| 20084 Buckmaster                              | 6 de abril de 1994                            |
| 21062 Iasky                                   | 13 de mayo de 1991                            |
| 21148 Billramsey                              | 16 de abril de 1993                           |
| 21149 Kenmitchell                             | 19 de abril de 1993                           |
| 22294 Simmons                                 | 28 de septiembre de 1989                      |
| 22312 Kelly                                   | 14 de abril de 1991                           |
| 22338 Janemojo                                | 3 de junio de 1992                            |
| 23452 Drew                                    | 18 de agosto de 1988                          |
| 24626 Astrowizard                             | 9 de octubre de 1980                          |
| 24643 MacCready                               | 28 de septiembre de 1984                      |
| 24654 Fossett                                 | 29 de mayo de 1987                            |
| 24761 Ahau                                    | 28 de enero de 1993                           |
| 24778 Nemsu                                   | 24 de mayo de 1993                            |
| 24779 Presque Isle                            | 23 de julio de 1993                           |
| 26879 Haines                                  | 9 de julio de 1994                            |
| 27706 Strogen                                 | 11 de octubre de 1985                         |
| 27711 Kirschvink                              | 4 de noviembre de 1988                        |
| 27776 Cortland                                | 25 de febrero de 1992                         |
| 27810 Daveturner                              | 23 de julio de 1993                           |
| 29133 Vargas                                  | 29 de mayo de 1987                            |
| 29137 Alanboss                                | 18 de octubre de 1987                         |
| 29146 McHone                                  | 17 de marzo de 1988                           |
| 29292 Conniewalker                            | 24 de mayo de 1993                            |
| 30767 Chriskraft                              | 6 de noviembre de 1983                        |
| 30779 Sankt-Stephan                           | 17 de octubre de 1987                         |
| 30785 Greeley                                 | 13 de agosto de 1988                          |
| 30786 Karkoschka                              | 18 de agosto de 1988                          |
| 30840 Jackalice                               | 15 de abril de 1991                           |
| 30844 Hukeller                                | 17 de mayo de 1991                            |
| 30934 Bakerhansen                             | 16 de noviembre de 1993                       |
| 30935 Davasobel                               | 8 de enero de 1994                            |
| 32776 Nriag                                   | 29 de mayo de 1987                            |
| 32890 Schwob                                  | 8 de enero de 1994                            |
| 32897 Curtharris                              | 1 de agosto de 1994                           |
| 35056 Cullers                                 | 28 de septiembre de 1984                      |
| 37588 Lynnecox                                | 15 de abril de 1991                           |
| 37601 Vicjen                                  | 3 de abril de 1992                            |
| 37609 LaVelle                                 | 25 de noviembre de 1992                       |
| 37655 Illapa                                  | 1 de agosto de 1994                           |
| (43763) Russert                               | 30 de mayo de 1987                            |
| (43793) Mackey                                | 13 de noviembre de 1990                       |
| (48416) Carmelita                             | 24 de enero de 1988                           |
| (48576) 1994 NN2                              | 11 de julio de 1994                           |
| (52266) Van Flandern                          | 10 de enero de 1986                           |
| (52384) Elenapanko                            | 19 de abril de 1993                           |
| (55758) 1991 XR                               | 3 de diciembre de 1991                        |
| (65672) Merrick                               | 16 de agosto de 1988                          |
| (65688) 1990 VD8                              | 13 de noviembre de 1990                       |
| (73670) Kurthopf                              | 19 de agosto de 1982                          |
| (79117) Brydonejack                           | 16 de agosto de 1988                          |
| (85158) Phyllistrapp                          | 17 de octubre de 1987                         |
| (85165) 1988 TV2                              | 7 de octubre de 1988                          |
| (85194) 1991 TL2                              | 5 de octubre de 1991                          |
| (85306) 1994 VL8                              | 7 de noviembre de 1994                        |
| (90777) 1993 XJ3                              | 10 de diciembre de 1993                       |
| (99907) 1989 VA                               | 2 de noviembre de 1989                        |
| (100008) 1988 QZ                              | 16 de agosto de 1988                          |
| (100015) 1989 SR7                             | 28 de septiembre de 1989                      |
| (100016) 1989 SD8                             | 28 de septiembre de 1989                      |
| (100045) 1991 TK1                             | 5 de octubre de 1991                          |
| (100052) 1991 VP5                             | 7 de noviembre de 1991                        |
| (100085) 1992 UY4                             | 25 de octubre de 1992                         |
| (129451) 1991 KD                              | 18 de mayo de 1991                            |
| (316650) 1987 UL                              | 17 de octubre de 1987                         |
| (363012) 1988 PH4                             | 14 de agosto de 1988                          |
| (368150) 1992 DC                              | 26 de febrero de 1992                         |
| (393348) 1988 RO1                             | 13 de septiembre de 1988                      |
| (408751) 1987 SF3                             | 26 de septiembre de 1987                      |
| (422637) 1985 WA                              | 16 de noviembre de 1985                       |
| (488450) 1994 JX                              | 14 de mayo de 1994                            |